# Chi2 Sagittarii
Título a ser usado para criar uma ligação interna é Chi2 Sagittarii.
Chi2 Sagitarii (48 Sagitarii) é uma estrela na direção da constelação de Sagittarius. Possui uma ascensão reta de 19h 25m 22.34s e uma declinação de −24° 24′ 43.5″. Sua magnitude aparente é igual a 7.27. Considerando sua distância de 1185 anos-luz em relação à Terra, sua magnitude absoluta é igual a −0.53. Pertence à classe espectral B7IV.